# Награды Тульской области
Награды Тульской области — награды субъекта Российской Федерации учреждённые правительством Тульской области, согласно Закону Тульской области от 16 июля 2012 года № 1777-ЗТО «О наградах Тульской области» и других законодательных актов.
Награды Тульской области являются формой поощрения граждан, предприятий, учреждений и организаций органами государственной власти Тульской области за особый вклад в экономическое, социальное и культурное развитие, благотворительную деятельность, а также иные заслуги перед Тульской областью.
Награды Тульской области призваны стимулировать трудовую и общественную активность населения Тульской области.

## Перечень наград

### Высшая награда
| Изображение награды | Наименование награды                                                                          | Дата учреждения   | Правила награждения | Источник |
|                     | Звание «Почётный гражданин Тульской области» −−− (Знак «Почётный гражданин Тульской области») | 16 июля 2007 года | Звание «Почётный гражданин Тульской области» присваивается гражданам Российской Федерации (в том числе посмертно) в знак признания их личных выдающихся заслуг в сфере экономики, производства, транспорта, науки, техники, культуры, искусства, образования, здравоохранения, спорта, охраны окружающей среды, обеспечения экологической безопасности, законности, правопорядка и общественной безопасности, а также при осуществлении благотворительной, государственной, муниципальной и иной деятельности, способствующей повышению авторитета и престижа Тульской области. Основанием для присвоения звания является высокий авторитет гражданина Российской Федерации у жителей Тульской области, обретённый в результате длительной полезной деятельности, выдающихся заслуг перед Россией и Тульской областью. Лицам, удостоенным звания, вручаются нагрудный знак «Почётный гражданин Тульской области», удостоверение к нагрудному знаку и значок для повседневного ношения. Фамилия, имя, отчество лица, удостоенного звания «Почётный гражданин Тульской области», заносится в Книгу почётных граждан Тульской области. | Закон Тульской области от 16 июля 2007 года № 857-ЗТО "О почётном звании «Почетный гражданин Тульской области» --- |

### Медали
| Изображение награды | Наименование награды                                              | Дата учреждения   | Правила награждения | Источник |
|                     | Медаль «За особый вклад в развитие Тульской области» (золотая)    | 16 июля 2012 года | Золотой медалью «За особый вклад в развитие Тульской области» награждаются граждане, чья деятельность принесла значимые для области результаты в государственной, политической, экономической, научно-исследовательской, общественной и иных сферах деятельности, получившие широкую общественную известность и признательность, за особо плодотворную деятельность по сближению и взаимообогащению культур народов, укреплению дружественных отношений между областью и другими регионами Российской Федерации, награждённые серебряной медалью «За особый вклад в развитие Тульской области». | Закон Тульской области от 16 июля 2012 года № 1777-ЗТО «О наградах Тульской области» (с изменениями на 1 июня 2020 года)               |
|                     | Медаль «За особый вклад в развитие Тульской области» (серебряная) | 16 июля 2012 года | Серебряной медалью «За особый вклад в развитие Тульской области» награждаются граждане, чья деятельность принесла значимые для области результаты в государственной, политической, экономической, научно-исследовательской, общественной и иных сферах деятельности, получившие широкую общественную известность и признательность, за особо плодотворную деятельность по сближению и взаимообогащению культур народов, укреплению дружественных отношений между областью и другими регионами Российской Федерации. | Закон Тульской области от 16 июля 2012 года № 1777-ЗТО «О наградах Тульской области» (с изменениями на 1 июня 2020 года) ---           |
|                     | Медаль «Трудовая доблесть» I степени                              | 16 июля 2012 года | Медалью «Трудовая доблесть» награждаются граждане за выдающиеся заслуги перед областью, связанные с трудовой деятельностью, за высокие достижения в сферах государственного, экономического, социального и культурного развития области, её научного потенциала и имеющие общий трудовой стаж не менее десяти лет. Медаль «Трудовая доблесть» имеет три степени: - медаль «Трудовая доблесть» I степени; - медаль «Трудовая доблесть» II степени; - медаль «Трудовая доблесть» III степени. Высшей степенью медали «Трудовая доблесть» является I степень. Награждение медалью «Трудовая доблесть» производится последовательно, от низшей степени к высшей. Повторное награждение медалью «Трудовая доблесть» одной и той же степени не производится. | Закон Тульской области от 16 июля 2012 года № 1777-ЗТО «О наградах Тульской области» (с изменениями на 1 июня 2020 года) ---           |
|                     | Медаль «Трудовая доблесть» II степени                             | 16 июля 2012 года | См. «Правила награждения медалью „Трудовая доблесть“ I степени». | Закон Тульской области от 16 июля 2012 года № 1777-ЗТО «О наградах Тульской области» (с изменениями на 1 июня 2020 года)               |
|                     | Медаль «Трудовая доблесть» III степени                            | 16 июля 2012 года | См. «Правила награждения медалью „Трудовая доблесть“ I степени». | Закон Тульской области от 16 июля 2012 года № 1777-ЗТО «О наградах Тульской области» (с изменениями на 1 июня 2020 года) ---           |
|                     | Медаль «Честь и мужество»                                         | 16 июля 2012 года | Медалью «Честь и мужество» награждаются граждане за самоотверженность, мужество и отвагу, проявленные при спасении людей, охране общественного порядка, в борьбе с преступностью, во время стихийных бедствий, пожаров, катастроф и других чрезвычайных ситуаций, а также за смелые и решительные действия, совершенные при исполнении воинского, гражданского или служебного долга в условиях, сопряженных с риском для жизни. Награждение медалью «Честь и мужество» может быть произведено посмертно. | Закон Тульской области от 16 июля 2012 года № 1777-ЗТО «О наградах Тульской области» (с изменениями на 1 июня 2020 года)               |
|                     | Медаль «Доблесть и слава»                                         | 27 июня 2024 года | Медалью «Доблесть и слава» награждаются проживающие (пребывающие) на территории Тульской области лица, призванные на военную службу по мобилизации в Вооруженные Силы Российской Федерации, лица, проходящие военную службу в Вооруженных Силах Российской Федерации по контракту или находящиеся на военной службе в войсках национальной гвардии Российской Федерации, в воинских формированиях и органах, указанных в пункте 6 статьи 1 Федерального закона от 31 мая 1996 года N 61-ФЗ «Об обороне», лица, заключившие контракт о добровольном содействии в выполнении задач, возложенных на Вооруженные Силы Российской Федерации или войска национальной гвардии Российской Федерации, и принимающие (принимавшие) участие в специальной военной операции на территориях Украины, Донецкой Народной Республики, Луганской Народной Республики, Херсонской и Запорожской областей, и поощренные почётным письмом на родину, подписанным командиром воинской части или командиром (руководителем) подразделения, или другими видами поощрений в соответствии с письменными приказами командования (руководства). | Закон Тульской области от 27 июня 2024 года № 35-ЗТО «О внесении изменений в Закон Тульской области "О наградах Тульской области"» --- |
|                     | Медаль «Меценат Тульской области»                                 | 16 июля 2012 года | Медалью «Меценат Тульской области» награждаются граждане за большой личный вклад, направленный на поддержание профессиональных видов деятельности в сферах культуры, искусства, науки, образования, просвещения, спорта и молодёжной политики, в сфере сохранения и развития культурного достояния области, поддержание её престижа на государственном и мировом уровнях. | Закон Тульской области от 16 июля 2012 года № 1777-ЗТО «О наградах Тульской области» (с изменениями на 1 июня 2020 года) ---           |
|                     | Медаль «За самоотверженность и единство»                          | 1 июня 2020 года  | Медалью «За самоотверженность и единство» награждаются граждане за самоотверженный труд, активную гражданскую позицию, достижения при исполнении долга и профессионализм, личный вклад и оказание помощи в условиях, сопряженных с риском для жизни и здоровья при предупреждении, выявлении и ликвидации заболеваний, представляющих опасность для окружающих на территории области. | Закон Тульской области от 16 июля 2012 года № 1777-ЗТО «О наградах Тульской области» (с изменениями на 1 июня 2020 года) ---           |
|                     | Медаль «За милосердие»                                            | 16 июля 2012 года | Медалью «За милосердие» награждаются граждане за благотворительную и общественную деятельность, активную помощь государственным учреждениям, находящимся в ведении области, и муниципальным учреждениям, находящимся на территории области, в сферах образования, культуры, здравоохранения, физической культуры, спорта, молодёжной политики, за развитие их материально-технической базы, а также за оказание материальной и иной поддержки малоимущим гражданам области, пенсионерам области. | Закон Тульской области от 16 июля 2012 года № 1777-ЗТО «О наградах Тульской области» (с изменениями на 1 июня 2020 года)               |

### Знаки
| Изображение награды | Наименование награды              | Дата учреждения      | Правила награждения | Источник |
|                     | Знак отличия «Почётный наставник» | 26 апреля 2019 года  | Знаком отличия «Почётный наставник» награждаются граждане за осуществление в совокупности не менее трех лет на территории области наставничества: за заслуги в содействии специалистам в успешном овладении ими профессиональными знаниями, навыками и умениями, в их профессиональном становлении; за оказание специалистам постоянной и эффективной помощи в работе, совершенствовании форм и методов работы; за проведение работы по их воспитанию, повышению общественной активности и формированию гражданской позиции. Граждане, представленные к награждению знаком отличия, одновременно должны соответствовать следующим требованиям: - наличие среднего профессионального образования или высшего профессионального образования; - наличие профессиональных достижений (наград и поощрений за профессиональную деятельность, за победы в конкурсах профессионального мастерства, в том числе наград и поощрений за активную и добросовестную наставническую деятельность); - наличие стажа работы не менее десяти лет; - отсутствие дисциплинарного взыскания; - осуществление наставничества в отношении не менее трех специалистов за весь период наставнической деятельности. | Закон Тульской области от 26 апреля 2019 года № 41-ЗТО «О внесении изменений в Закон Тульской области "О наградах Тульской области"» ---      |
|                     | Знак отличия «Отцовская слава»    | 18 июля 2022 года    | Знаком отличия «Отцовская слава» награждаются отцы, приёмные отцы, являющиеся гражданами Российской Федерации, постоянно проживающие на территории Тульской области не менее десяти последних лет, осуществляющие трудовую, предпринимательскую или иную приносящую доход деятельность, имеющие личные заслуги в сфере развития и поддержки института семьи и детства, активно участвующие в различных видах общественно значимой деятельности в интересах семьи и детей, воспитывающие (воспитавшие): - ребенка (детей), в том числе усыновленного (удочеренного) (усыновленных (удочеренных), по достижении им (младшим из них) десяти и более лет, при этом усыновленный (удочеренный) ребенок (усыновленные (удочеренные) дети) учитывается (учитываются) при условии его (их) воспитания в семье не менее трех последних лет; - ребенка-сироту, ребенка, оставшегося без попечения родителей (детей-сирот, детей, оставшихся без попечения родителей), по достижении им (младшим из них) возраста восемнадцати и более лет или в случае приобретения полной дееспособности до достижения совершеннолетия, прожившего (проживших) в семье не менее пяти последних лет до наступления совершеннолетия. | Закон Тульской области от 18 июля 2022 года № 65-ЗТО «О внесении изменений в Закон Тульской области "О наградах Тульской области"» ---        |
|                     | Почётный знак «Материнская слава» | 27 декабря 2007 года | Почётный знак Тульской области «Материнская слава» является высшей степенью признания Тульской областью заслуг многодетной матери в воспитании детей и её роли в укреплении семьи. Почётным знаком награждаются многодетные матери — граждане Российской Федерации, постоянно проживающие на территории Тульской области не менее пяти последних лет, родившие и (или) воспитывающие (воспитавшие) пятерых и более детей достойными гражданами государства, вносящие большой вклад в развитие и сохранение семейных традиций, способствующих укреплению института семьи в обществе, по достижении младшим ребёнком возраста восьми лет и при наличии в живых остальных детей. При награждении многодетной матери учитываются дети: усыновленные многодетной матерью в установленном законом порядке; погибшие или пропавшие без вести при защите Российской Федерации либо при исполнении иных обязанностей военной службы и охране правопорядка, погибшие при спасении человеческой жизни, в результате стихийных бедствий, террористических актов и техногенных катастроф, а также умершие вследствие ранения, контузии, увечья или заболевания, полученных при вышеуказанных обстоятельствах либо вследствие трудового увечья или профессионального заболевания, полученного по вине работодателя. Не учитываются дети, осужденные к наказанию по приговору суда, вступившему в законную силу, имеющие неснятую или непогашенную судимость. | Закон Тульской области от 27 декабря 2007 года № 956-ЗТО «О награде Тульской области — Почётный знак Тульской области «Материнская слава» --- |
|                     | Знак ордена Доброты               | 27 ноября 2001 года  | «Знак ордена Доброты» вручается лицам за деятельность, направленную на обеспечение благополучия и стабильности общества, за успехи в воспитании и просвещении, здравоохранении, культуре, охране общественного порядка, благотворительной деятельности. Награждение Знаком осуществляется на основании постановления администрации Тульской области. «Знак ордена Доброты» вручается: - руководителям предприятий и организаций всех форм собственности, работникам государственных учреждений, деятелям науки, работникам сферы образования, здравоохранения, культуры, социальной защиты населения; - активистам общественных организаций; - религиозным деятелям; - родителям, внесшим особый вклад в формирование и сохранение семейных традиций, за успехи в достойном воспитании, развитии и образовании детей. Знак также может вручаться гражданам Российской Федерации, не проживающим на территории Тульской области, и иностранным гражданам. | Постановление от 27 ноября 2001 года № 23 "Об учреждении знака администрации Тульской области «Знак ордена Доброты»                           |

### Памятные и юбилейные медали
| Изображение награды | Наименование награды                                                                       | Дата учреждения       | Правила награждения | Источник |
|                     | Юбилейная медаль «300-летие начала государственного оружейного производства в городе Тула» | 15 декабря 2011 года  | Юбилейной медалью награждаются: - граждане Российской Федерации, имеющие стаж работы на предприятиях оборонной промышленности города Тулы 10 лет и более; - Герои Советского Союза, Герои Российской Федерации, Герои Социалистического Труда, а также лица, награждённые орденами СССР или Российской Федерации, постоянно проживающие на территории Тульской области; - военнослужащие, проходящие военную службу по контракту на территории Тульской области на офицерских должностях. - Основанием для награждения Юбилейной медалью является включение вышеназванных лиц в списки, составление и утверждение которых определяются правительством Тульской области.                                                        | Закон Тульской области от 15 декабря 2011 года № 1702-ЗТО "О награде Тульской области — Юбилейная медаль «300-летие начала государственного оружейного производства в городе Тула» --- |
|                     | Памятная медаль «В честь 70-летия обороны Тулы и начала контрнаступления под Москвой»      | 21 сентября 2011 года | Памятной медалью награждаются ветераны Великой Отечественной войны из числа лиц, указанных в подпунктах 1 — 4 пункта 1 статьи 2 Федерального закона от 12 января 1995 года № 5-ФЗ «О ветеранах», инвалиды Великой Отечественной войны, вдовы инвалидов Великой Отечественной войны и участников Великой Отечественной войны, бывшие несовершеннолетние узники концлагерей, гетто и других мест принудительного содержания, созданных фашистами и их союзниками в период Второй мировой войны, постоянно проживающие на территории Тульской области. Основанием для награждения Памятной медалью является включение вышеназванных лиц в списки, составление и утверждение которых определяется правительством Тульской области. | Закон Тульской области от 21 сентября 2011 года № 1640-ЗТО «О награде Тульской области — Памятная медаль «В честь 70-летия обороны Тулы и начала контрнаступления под Москвой» ---     |
|                     | Медаль «В память 80-летия обороны Тулы и начала контрнаступления под Москвой»              | 18 декабря 2020 года  | Медалью награждаются ветераны Великой Отечественной войны из числа лиц, указанных в подпунктах 1 — 4 пункта 1 статьи 2 Федерального закона от 12 января 1995 года № 5-ФЗ «О ветеранах», инвалиды Великой Отечественной войны, вдовы инвалидов Великой Отечественной войны и участников Великой Отечественной войны, бывшие несовершеннолетние узники концлагерей, гетто и других мест принудительного содержания, созданных фашистами и их союзниками в период Второй мировой войны, постоянно проживающие на территории Тульской области. Основанием для награждения медалью является включение вышеназванных лиц в списки, составление и утверждение которых определяются правительством Тульской области.                   | Закон Тульской области от 18 декабря 2020 года № 119-ЗТО "О награде Тульской области — медали «В память 80-летия обороны Тулы и начала контрнаступления под Москвой» ---               |

### Грамоты и благодарности
| Изображение награды | Наименование награды                                                                              | Дата учреждения      | Правила награждения | Источник |
|                     | Почётная грамота правительства Тульской области                                                   | 11 октября 2011 года | Награждение Почётной грамотой правительства Тульской области является формой поощрения граждан за заслуги и достижения в содействии социально-экономическому развитию Тульской области, проведению единой государственной политики в сфере финансов, науки, образования, здравоохранения, культуры, физической культуры и спорта, социального обеспечения и экологии, осуществлению эффективной деятельности органов государственной власти Тульской области и местного самоуправления, обеспечению законности, прав и свобод граждан, а также осуществлению иных полномочий, возложенных на правительство Тульской области. | Постановление правительства Тульской области от 11 октября 2011 года № 33 «О Почётной грамоте правительства Тульской области» |
|                     | Благодарность губернатора Тульской области и Благодарственное письмо губернатора Тульской области | 3 октября 2011 года  | Объявление Благодарности губернатора Тульской области является формой поощрения граждан и коллективов организаций за заслуги и достижения в государственном и муниципальном управлении, экономике, науке, культуре, искусстве, воспитании, просвещении, спорте, обеспечении правопорядка и региональной безопасности, укреплении законности, охране здоровья и жизни, защите прав и свобод граждан, активную общественную и иную деятельность, направленную на социально-экономическое развитие Тульской области. Благодарственное письмо губернатора Тульской области является видом поощрения граждан, коллективов организаций различных форм собственности за многолетний добросовестный труд, активное участие в социально-экономической, общественной и политической жизни Тульской области, содействие в организации и проведении социально значимых мероприятий, активную благотворительную деятельность. | Указ губернатора Тульской области от 3 октября 2011 года № 6 «О благодарности губернатора Тульской области и Благодарственном письме губернатора Тульской области»                                                                   |
|                     | Почётная грамота губернатора Тульской области                                                     | 25 декабря 2012 года | Награждение Почётной грамотой губернатора Тульской области является формой поощрения граждан за заслуги и достижения в государственном и муниципальном управлении, экономике, науке, культуре, искусстве, воспитании, просвещении, спорте, обеспечении правопорядка и региональной безопасности, укреплении законности, охране здоровья и жизни, защите прав и свобод граждан, активную общественную и иную деятельность, направленную на социально-экономическое развитие Тульской области. | Указ губернатора Тульской области от 25 декабря 2012 года № 202 «Об утверждении положения о Почётной грамоте губернатора Тульской области»                                                                                           |
|                     | Почётная грамота Тульской областной Думы и Благодарственное письмо Тульской областной Думы        | 30 октября 2008 года | Почётная грамота Тульской областной Думы и Благодарственное письмо Тульской областной Думы учреждены для поощрения граждан и коллективов предприятий, учреждений и организаций всех форм собственности за заслуги в развитии экономики области, социально-культурном строительстве, общественно-политической деятельности, охране здоровья, жизни, прав и свобод граждан. Почётной грамотой награждаются граждане и коллективы организаций, внесшие значительный вклад в развитие законодательства, обеспечение прав и свобод граждан, в социально-экономическое и культурное развитие Тульской области, становление и развитие органов государственной власти и местного самоуправления, защиту Отечества, за активное участие в благотворительной и общественной деятельности. Благодарственным письмом награждаются граждане и коллективы организаций за достижения в социально-экономическом развитии области, осуществление конкретных и полезных для области дел в различных сферах деятельности и в связи с профессиональными праздниками. | Постановление Тульской областной Думы от 30 октября 2008 года № 69/3381 «О Положении о Почётной грамоте Тульской областной Думы и Благодарственном письме Тульской областной Думы» Архивная копия от 6 марта 2016 на Wayback Machine |

## Награды города Тулы
| Изображение награды | Наименование награды                                                                            | Дата учреждения      | Правила награждения | Источник |
|                     | Звание «Почётный гражданин города-героя Тулы» −−− (Знак «Почётный гражданин города-героя Тулы») | 21 ноября 2007 года  | Звание «Почётный гражданин города-героя Тулы» является высшим знаком признательности жителей города лицам, имеющим особо выдающиеся заслуги перед городом Тулой. Звание присваивается прижизненно за заслуги перед городом, выразившиеся в личном вкладе в различных областях деятельности: воинской службе и защите отечества, науке, технике, промышленности, жилищно-коммунальном хозяйстве, государственном и муниципальном управлении, искусстве, литературе, архитектуре, спорте, здравоохранении, просвещении, благотворительности и меценатстве, иных сферах общественно-политической деятельности. Звание присваивается гражданам Российской Федерации, являющимся уроженцами города Тулы, либо проживающим в нём не менее одного года. Звание не может быть присвоено высшему должностному лицу органов местного самоуправления, главе администрации города, муниципальному служащему. Лицу, замещающему одну из указанных должностей, звание «Почётный гражданин города-героя Тулы» может быть присвоено не ранее чем через три года после завершения срока его полномочий или работы в данной должности. Лицам, удостоенным Звания, вручается диплом «Почётного гражданина города-героя Тулы», удостоверение, знак и нагрудная лента. | Решение Тульской городской думы от 21 ноября 2007 года № 37/840 «О звании "Почётный гражданин города-героя Тулы"»                                          |
|                     | Знак «За вклад в развитие города Тулы»                                                          | 24 октября 2007 года | Знак «За вклад в развитие города Тулы» является знаком признания заслуг граждан, предприятий, организаций, общественных объединений города Тулы за существенный вклад в социально-экономическое, культурное развитие города, в развитие местного самоуправления, за заслуги и достижения в труде, активное участие в общественной и благотворительной деятельности на благо города и его жителей. Основанием для рассмотрения Тульской городской Думой вопроса о награждении граждан города Тулы Почётным знаком является ходатайство на имя главы муниципального образования город Тула - председателя Тульской городской Думы, содержащее биографические сведения о выдвигаемой кандидатуре и описание достижений и заслуг. Основанием для рассмотрения вопроса о награждении предприятия, организации или учреждения является представление главы муниципального образования город Тула - председателя Тульской городской Думы. В случае награждения Почётным знаком граждан города Тулы в их трудовой книжке производится запись о награждении. Повторное награждение Почётным знаком не производится. | Решение Тульской городской думы от 25 марта 2009 года № 65/1421 «О почётном знаке муниципального образования город Тула "За вклад в развитие города Тулы"» |
|                     | Медали администрации города Тулы                                                                | 24 июля 2018 года    | Медали администрации города Тулы являются одной из форм официального поощрения граждан за выдающиеся заслуги и значительный вклад в развитие потенциала города Тулы. На основании Устава муниципального образования город Тула администрацией города учреждены следующие медали: - «За вклад в развитие культуры и искусства»; - «За вклад в развитие образования»; - «За вклад в развитие спорта»; - «За вклад в развитие транспорта и дорожного хозяйства»; - «За вклад в сфере строительства»; - «За вклад в сфере благоустройства и ЖКХ»; - «За вклад в развитие местного самоуправления»; - «За вклад в сфере экономики и предпринимательства»; - «За вклад в реализацию молодежной политики». Медали администрации города Тулы имеют единый аверс. В аверсе располагается горизонтальная надпись, в зависимости от наименования медали. | Постановление администрации города Тулы от 24 июля 2018 года № 2619 «Об учреждении медалей администрации города Тулы» ---                                  |
|                     | Медали Тульской городской думы                                                                  | 29 мая 2013 года     | Медали Тульской городской Думы являются одной из форм официального поощрения граждан за особые заслуги в деятельности, направленной на развитие и повышение потенциала муниципального образования город Тула в областях культуры и искусства, здравоохранения, образования, правопорядка, в развитии спорта и туризма, транспорта и дорожного хозяйства, строительства, в жилищно-коммунальной сфере. Тульской городской Думой учреждены следующие медали: - «За заслуги в области культуры и искусства»; - «За заслуги в области здравоохранения»; - «За заслуги в области образования и науки»; - «За заслуги в области правопорядка»; - «За заслуги в развитии спорта и туризма»; - «За заслуги в развитии транспорта, связи и дорожного хозяйства»; - «За заслуги в сфере строительства»; - «За заслуги в жилищно-коммунальной сфере». Медали Тульской городской Думы имеют единый аверс. В реверсе медалей располагается горизонтальная надпись, в зависимости от наименования медали. | Решение Тульской городской думы от 29 мая 2013 года № 61/1381 «Об учреждении медалей Тульской городской думы» ---                                          |
|                     | Почётная грамота Управы города Тулы и Благодарность Главы города Тулы                           | 22 февраля 1999 года | Почётная грамота Управы города Тулы является формой поощрения граждан за заслуги в области экономики, науки, культуры, искусства, воспитания, просвещения, охраны здоровья, жизни и прав граждан, благотворительной деятельности и другие успехи, а также в связи с юбилейными и памятными датами. Благодарность Главы города является формой поощрения граждан, коллективов предприятий, учреждений, организаций государственной, муниципальной, частной и иных форм собственности за заслуги и активную деятельность в области экономики, науки, культуры, искусства, воспитания, просвещения, охраны здоровья, жизни и прав граждан, благотворительности и другие успехи. | Постановление Главы города Тулы от 22 февраля 1999 года № 157 "О Почётной грамоте Управы города Тулы «О Благодарности Главы города Тулы»                   |